# Cyperus schoenomorphus
Cyperus schoenomorphus är en halvgräsart som beskrevs av Ernst Gottlieb von Steudel. Cyperus schoenomorphus ingår i släktet papyrusar, och familjen halvgräs. Inga underarter finns listade i Catalogue of Life.